# The Man of her Choice
The Man of her Choice est un film muet américain réalisé par Francis Ford et sorti en 1914.

## Fiche technique
- Réalisation : Francis Ford
- Scénario : Grace Cunard, d'après une histoire de J.M. Barrie
- Production : Pat Powers
- Durée : 10 minutes
- Date de sortie : États-Unis : 7 août 1914

## Distribution
- Francis Ford
- Grace Cunard
- Harry Montague